# Ігнатов Ігор Володимирович
Ігор Володимирович Ігнатов (рос. Игорь Владимирович Игнатов; нар. 12 вересня 1970, Михайловськ, Свердловська область, РРФСР) — радянський та російський футболіст, нападник.

## Життєпис
Дебютував у складі свердловського «Уралмашу» 1987 року у другій лізі СРСР. Надалі виступав також за клуби «Уралець», «МЦОП-Металург» та «Гастелло». На початку 1992 року переїхав до України, де уклав договір з «Таврією». Дебютував у футболці сімферопольського клубу 16 лютого 1992 року в переможному (2:0) виїзному поєдинку 1/32 фіналу кубку України проти севастопольської «Чайки». Ігор вийшов на поле на 70-й хвилині, замінивши Андрія Опаріна. У другій половині лютого провів 2 поєдинки у кубку України. Навесні 1992 року повернувся в «Гастелло». У 1993 році перейшов до «Уралмашу». Дебютував у російській Вищій лізі 7 квітня 1993 року в поєдинку проти московського «Динамо». Провів три матчі у вищому дивізіоні Росії, потім отримав травму, довго відновлювався. Два роки грав у чемпіонаті Свердловської області за «Михалюм» (Михайловськ). Завершив професіональну кар'єру в «Уралмаші» 1998 році. Пізніше грав на аматорському рівні за новоуральський «Ява-Кедр».